# 新河镇 (温岭市)
新河镇位于温岭市东部，是温岭市下属的11个镇之一，辖2个社区62个行政村，辖区面积71.4平方公里，2016年末户籍人口122594人。是温岭历史最悠久的乡镇之一，是浙江省中心镇、浙江省历史文化保护区，现新河镇由原新河镇、长屿镇和塘下镇于2001年合并组建。历史上设有新河所城。本镇邮政编码：317502

## 现任领导
党委书记 丁海军
党委副书记、镇长  陈钢锋
镇人民政府驻渡南头村市民大道199号

## 公路
- 县级公路横淋线横穿境内，系镇内最主要的公路。

- 另有一级公路石松线横穿境内。

- 机新线公路起点为路桥机场附近，终点为温岭新河镇屿头村，与石松一级公路相接。

- 新河至伍佰屿公路起点位于温岭市新河镇上应村附近，与石松一级公路相交，终点位于滨海镇山金线。

## 社会经济情况
2016年，财政收入财政收入27169万元，其中地方财政收入14000万元，规模上工业企业40个，总产值240023万元。2016年全体居民人均可支配收入34355元。

## 历史
明洪武二十八年（1395）信国公属广洋卫指挥方鸿谦建新河所（属海门卫），修筑城墙，城高二丈三尺，周围五里。新河本是水名（又名迂江），当年建城浚河，引南监之水入西门出东门，所以此城也称新河。据清《嘉庆太平县志·叙水》载：“新河，亦名迂江。距南鉴里许，初为陶家村。明初建城，始浚河。”
明嘉靖十九年(1540)建五龙书院。
明嘉靖三十八年（1559）五月，戚继光率军在新河所歼灭倭寇千余人。
明嘉靖四十年（1561）四月，倭寇袭新河所，戚继光率军破之，至此倭寇再不敢骚扰。次年太平知事徐钺作《南塘戚公奏捷纪实》，后立碑于戚公祠。
清乾隆二十年（1755），新河士绅创龙山书院。
清乾隆四十年（1775），重修寺前桥。嘉庆初重修之，改平为拱，是为金清大桥得名之始。
清光绪十年（1884）四月二十二日，黄岩场（设于现新河南鉴街）差役扰民生事，新河罢市。
清宣统元年(1909)设邮政代办所。
民国初年，新河设乡。
民国20年(1931)架设泽国新河长途电话。
民国24年架设新河至箸横、松门长途电话。
民国25年8月设新河区，下辖：新河镇、滨海、必胜、新西、凤尾、湖屿、永安、长寿、新场、塘下、大峰、洋河等镇乡。
民国34年12月，裁撤新河区公署。
民国36年9月，乡镇调整，新塘与塘下合并为新塘乡。
1940年4月16日，日军轰炸新河城。1941年4月23日，日军再度轰炸新河，并占领了周边的松门和淋川。
1949年6月3日，浙南游击纵队第三支队从泽国挺进新河，在授智中学（今新河中学），接受黄岩场全体武装盐警和员工的起义，至此，新河和平解放。
1949年冬，新河区下辖：新河镇、永安、新塘、滨海、长寿、河洋、新西、必胜等镇乡。
1950年乡镇调整，温岭县共设9区，一直属镇，118乡镇。其中新河区下辖：新河镇、披云、高桥、渡首、上桥、万寿、长屿、蔡洋、塘前下张、塘下、必胜、雨伞、新街、镇靖、横河、镇海、横径、腰塘、三邵、肖家桥等镇乡。
1956年6月，裁撤新河区。新河镇调整为县直属镇；高桥、蔡洋、长屿、横河、塘下、镇海等乡调整为县直属乡。
1957年4月，恢复设置新河区；同年9月，新河镇划归新河区。
1958年10月，撤销区建制；1961年恢复相应建制。
1983年7月，设肖家桥公社；同年10月，取消公社建制。
1985年1月，新河披云大桥动工，是为当时温岭全县最长公路桥。
1986年3月6日，原新河区下属的长屿、新街2乡改为建制镇。
1992年，原新河区下属的高桥、蔡洋二乡并入新河镇。塘下乡、肖家桥乡合并改为建制镇塘下镇。
2001年10月8日，长屿、塘下两镇并入新河镇。

## 文物古迹
- 新河闸桥群（初建于宋朝，距今有900多年历史，由中闸、北闸、麻糍闸、下卢闸组成，全国重点文保单位。）
- 南塘戚公奏捷纪实碑（嘉靖四十一年，太平知事徐钺所作， 记载戚继光全歼倭寇的史实，现为浙江省重点文保单位）
- 金清大桥（因在旧净应寺前，故俗称寺前桥，始建于明朝，清乾隆四十年（1775）重建，为台州现存最大的石拱桥之一，市重点文保单位）
- 文笔塔（位于新河中学校内的锦鸡山上，系明朝抗倭名将张元勋所建，市重点文保单位。）
- 烽火台，位于披云山巅，修筑于洪武年间，系块石砌成的梯形方台，市重点文保单位。
- 侯潮台，位于披云山上，宋淳熙九年（1182），朱熹提举浙东，创筑六闸，并创议在披云山上筑台，树标观潮，市重点文保单位。
- 崇国寺，位于新河镇铁场村，环翠山麓崇国岙内，始建于东晋咸和年间，距今有1660多年历史，原名普光寺，宋大中祥符元年重建，改名崇国寺。

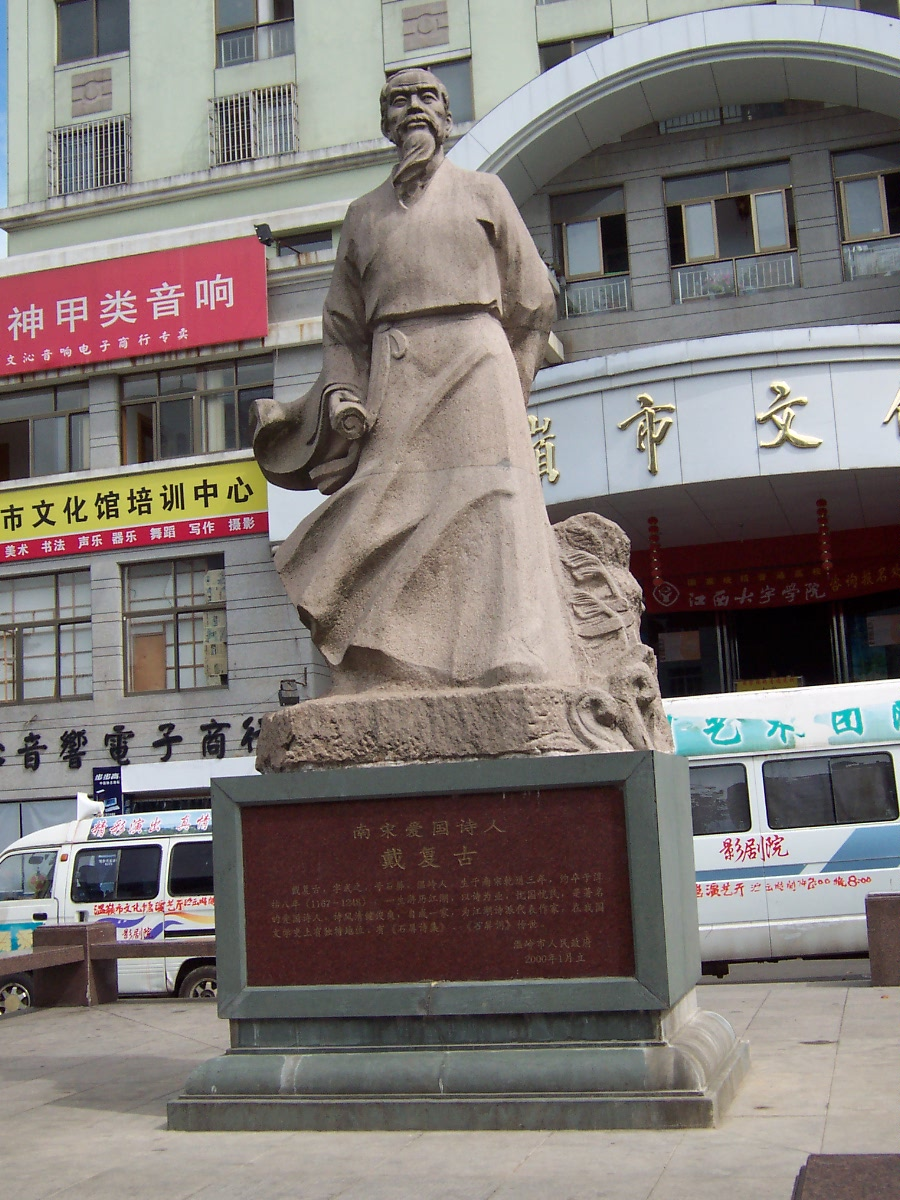
位于温岭市区的戴复古塑像

## 古代名人
- 戴复古，字式之，黄岩南塘人（新河镇屏上村），生于南宋乾道三年（1167），卒于淳祐八年（1248）。曾在诗坛上负盛名达50年之久。留有《石屏诗》六卷、《石屏词》一卷。
- 戴昺，字景明，号东野，戴复古从孙。嘉定十二年（1219）进士，曾任赣州法曹参军。有《东野农歌集》5卷传世。
- 张元勋（1533-1590），字世臣，号东瀛，海门卫新河所人（今温岭市新河镇人），庆隆三年（1569），因抗倭有功，擢福建副总兵。庆隆五年为总兵官镇守广东。万历三年升右都督。新河镇东门沈家墙里现存有张元勋旧居。

## 社区、村列表
新河镇辖2个社区：港北社区、港南社区
62个行政村：城东村、城西村、城北村、南鉴村、横陶村、北闸村、东合村、路边村、甸支村、牛桥村、雅雀村、渡南头村、坦头桥村、蔡施桥村、蔡洋村、岸头村、大墩村、长屿村、河头梁村、山园村、屿头村、塘家洋村、前蔡村、屿詹村、楼岙村、铁场村、塘下村、屏上村、南洋岙村、上桥头村、下王村、花篮村、南栅村、下莫村、团塘村、上方村、上莫村、下张村、下林村、肖家桥村、秧田村、良种村、潮未至村、硐天南村、鑫屿村、披云村、寺前桥村、六闸潮村、金港新村、振兴村、中洋新村、三至王村、木城河村、腰塘新村、郑洋新村、金路村、硐天新村、硐天东村、渡首村、腾翔村、锦鸿村、后街新村。

## 境内主要单位

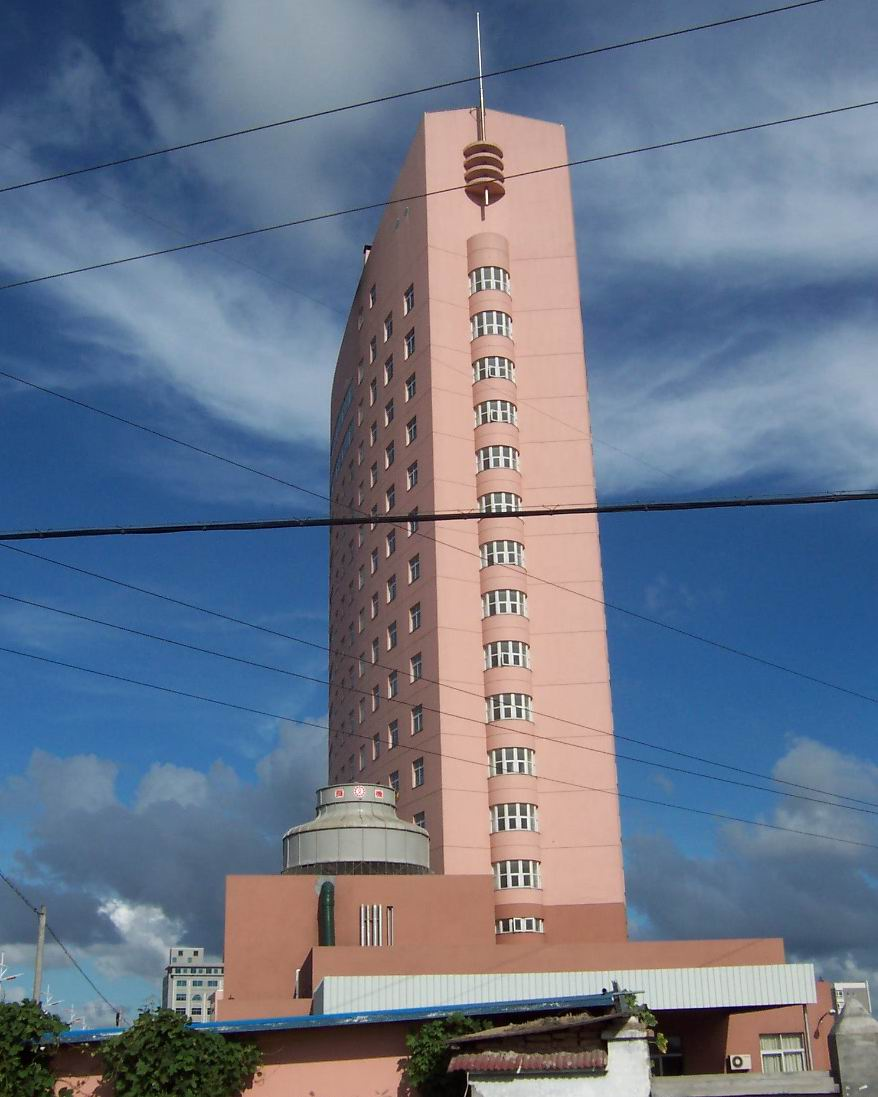
温岭市第二人民医院主楼

1. 温岭市新河中学，系浙江省一级重点中学，也是全省非城区的第一所省一级重点中学。
2. 温岭市第二人民医院，系温岭东部地区最主要的医疗单位之一。

## 教育机构

### 高中
- 新河中学

### 初中
- 新河镇中学
- 高桥中学
- 长屿中学
- 塘下中学
- 蔡洋中学
- 肖家桥中学

### 小学
- 新河镇中心小学
- 长屿小学
- 塘下小学
- 高桥小学
- 联兴小学
- 甸支小学
- 塘岙里小学
- 城东小学
- 肖家桥小学
- 腰塘小学
- 下林小学
- 上桥头小学
- 屿山小学

### 幼儿园
- 新河镇中心幼儿园
- 新河镇长屿小学幼儿园

## 市场
浙江下张钢铁市场：位于下张村，紧靠横淋公路和木城河，水陆交通方便。始建于1984年下半年，当时由下张村70多个挑货郎担的农民凑合而成。1987年，在原有基础上，由温岭市市场开发服务中心与下张村共同投资进行扩建。到1994年6月，由于场地伸展困难，将这个市场搬到横淋公路和木城河以东，场地再次扩大，投资900万元，建成一个占地60000平方米、服务设施齐全的钢铁交易市场。场内设摊位535个，交易品种有各种钢材及废钢铁等30多个品种。温州、乐清、黄岩、路桥、椒江、玉环等地的乡镇企业和个体贩运户，到这个市场组织原材物料、贩运钢铁和废钢铁。

## 景区
长屿硐天（国家级风景名胜区，AAAA级景区）